# Joel Hoekstra
Joel Hoekstra (Orland Park, 13 dicembre 1970) è un chitarrista statunitense, che ha suonato in gruppi quali Night Ranger, Trans-Siberian Orchestra e Whitesnake.

## Biografia
Figlio di insegnanti di musica classica, cominciò a suonare violoncello e pianoforte in tenera età, per poi convertirsi al rock e alla chitarra dopo aver ascoltato Angus Young degli AC/DC.
Ha acquisito importante visibilità dopo aver suonato nel musical di Broadway Rock of Ages. Nel 2012 ha anche compiuto un breve cameo nel relativo adattamento cinematografico insieme ad altre star come Sebastian Bach e Nuno Bettencourt.
Nel 2008 si è unito ai Night Ranger, abbandonati nel 2014 in seguito all'ingresso negli Whitesnake del cantante David Coverdale.

## Discografia

### Solista
- Undefined (2000)
- The Moon is Falling (2003)
- 13 Acoustic Songs (2007)
- Joel Hoekstra's 13 - Dying To Live (2015)

### Altri album
- Night Ranger - Somewhere in California
- Night Ranger - 24 Strings & a Drummer (live & acoustic)
- Jack Blades - Rock 'n Roll Ride
- Night Ranger - High Ranger
- Jeff Scott Soto - Damage Control
- Trans-Siberian Orchestra - Dreams of Fireflies (On a Christmas Night)
- Amy Lee - Aftermath
- Whitesnake - The Purple Album
- Whitesnake - The Purple Tour
- Whitesnake – Flesh & Blood
- Michael Sweet - One Sided War
- Chris Catena's Rock City Tribe - Truth in Unity